# 6281 Strnad
6281 Strnad è un asteroide della fascia principale. Scoperto nel 1980, presenta un'orbita caratterizzata da un semiasse maggiore pari a 2,5887961 UA e da un'eccentricità di 0,1764363, inclinata di 12,62263° rispetto all'eclittica.